# 汉口中国实业银行大楼
汉口中国实业银行大楼，是一处近代银行大楼，位于中华人民共和国湖北省武汉市江岸区江汉路22号。该建筑由中国实业银行在1936年建造，现为湖北省文物保护单位。

## 历史

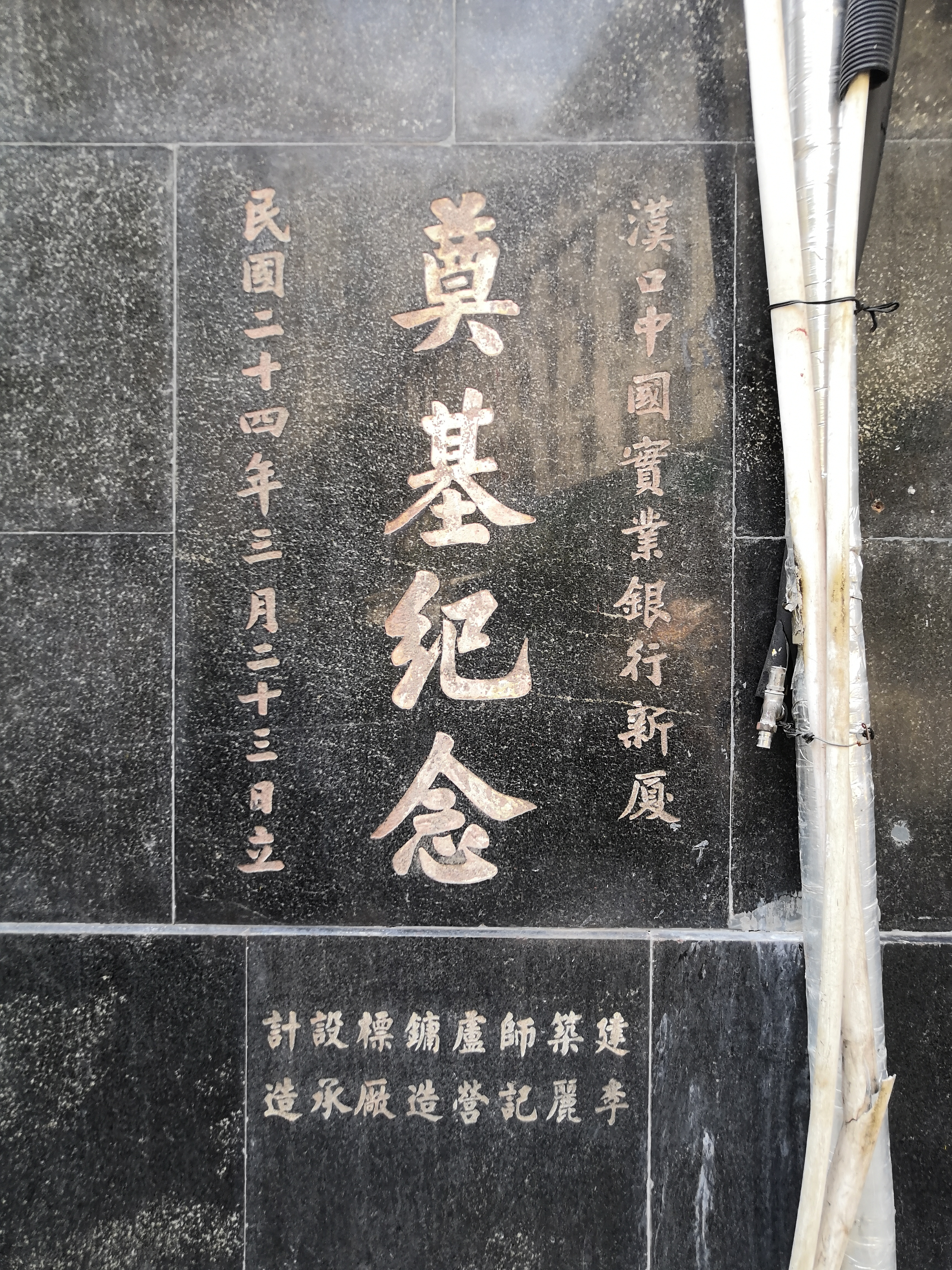
位于洞庭街一侧，刻在大楼墙上的奠基信息

中国实业银行于1922年在汉口开设分行，一开始的行址在扬子街。1934年左右决议在江汉路洞庭街交汇处兴建新的银行大楼，该建筑由卢镛标负责设计，1934年开始动工建造，1935年3月23日竣工揭幕。建筑由于设计风格新颖，在落成初期成为江汉路附近的地标，引得不少人驻足停留围观。
在抗日战争前期，大楼内的汉口分行一度升格为总行，1938年7月由于日军逼近，总行西迁重庆，又复设汉口分行。武汉三镇被日军占领期间，汉口分行转移至汉口法租界福煦街（今蔡锷路）办公，抗战结束后回到大楼办公。1949年后，中国实业银行逐渐公私合营最终撤销，该建筑也不再由其使用。

## 建筑概述
该建筑为一座现代风格大楼，在1930年代，欧美的新造建筑开始有了一股现代风格热潮，同位于江汉路的汉口四明银行大楼便是现代风格，中国实业银行大楼亦紧随其后修造，设计师皆为卢镛标。建筑整体为6层钢筋混凝土结构建筑，由李丽记营造厂修建，中间塔楼达到9层，在一段时间里，该建筑与四明银行大楼同为汉口最高的建筑。大楼外立面简洁明了却又不失庄重大气，外墙底座墙脚部分使用磨光大理石装饰，其上全部涂满红色水泥砂浆。各竖间设矩形玻璃窗，塔楼在顶部逐渐收缩以减少建筑的压迫感。建筑内部使用木料装饰，地面皆铺设木地板，木地板边缘还有镶边，室内供暖水电一应俱全。

## 建筑保护
1993年7月28日，建筑以“中国实业银行”的名义被武汉市人民政府列为第一批武汉市优秀历史建筑。1998年5月27日，建筑以“中国实业银行大楼”的名义被武汉市人民政府列为第四批武汉市文物保护单位。2014年6月22日，建筑以“中国实业银行大楼旧址”的名义被湖北省人民政府公布为第六批湖北省文物保护单位。
建筑作为文物的保护范围：中国实业银行大楼旧址及周边一定范围。以旧址本体为界，东南面、西南面各向外延伸2米，西北面、东北面各向外延伸10米。
建筑作为文物的建设控制地带：以保护范围为界，东南面向外延伸5米至洞庭街规划道路中线，西南面向外延伸6米至江汉路规划道路中线，西北面、东北面各向外延伸30米。

## 相册

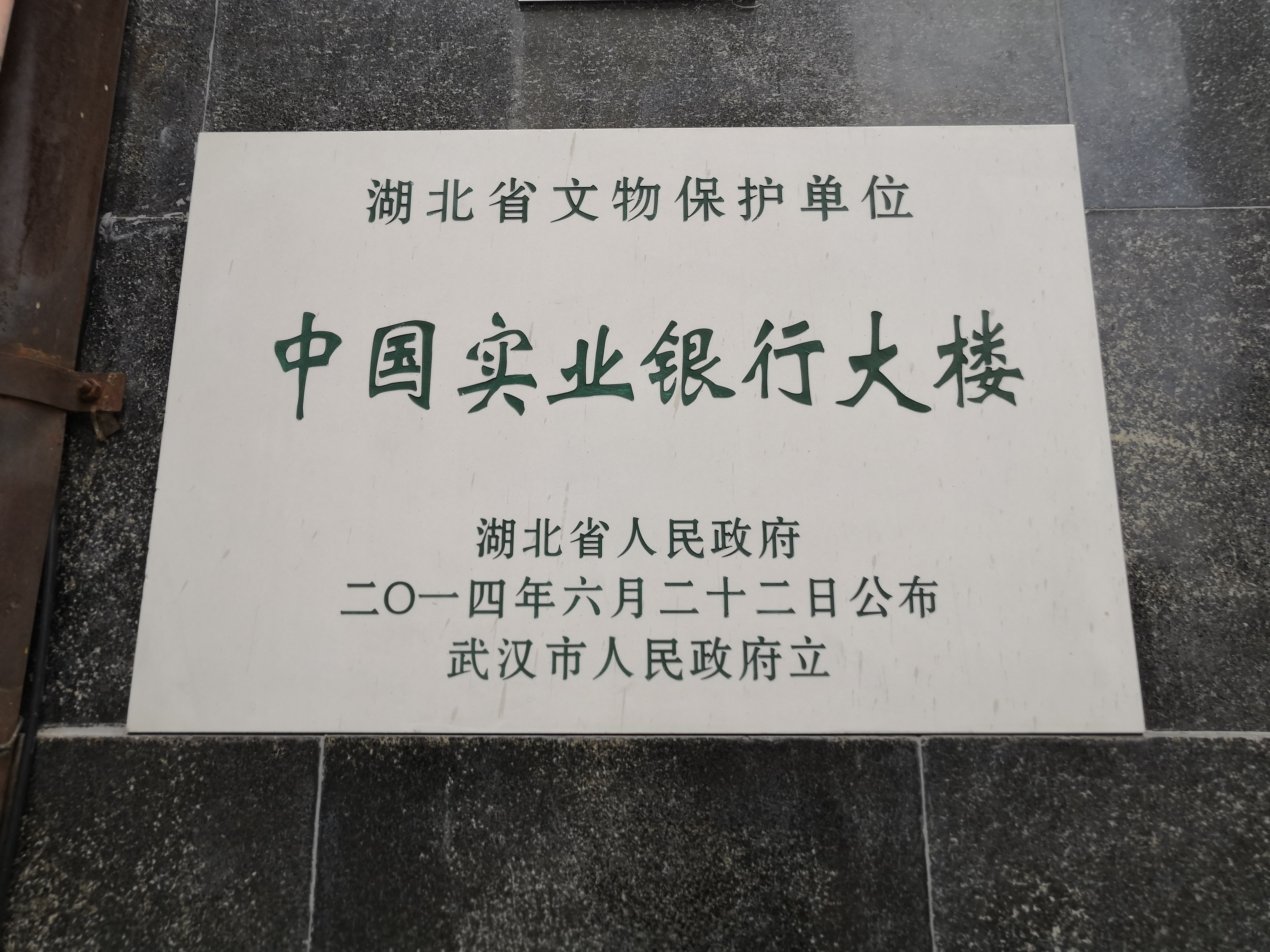
文物保护单位标志 （2021年拍摄）
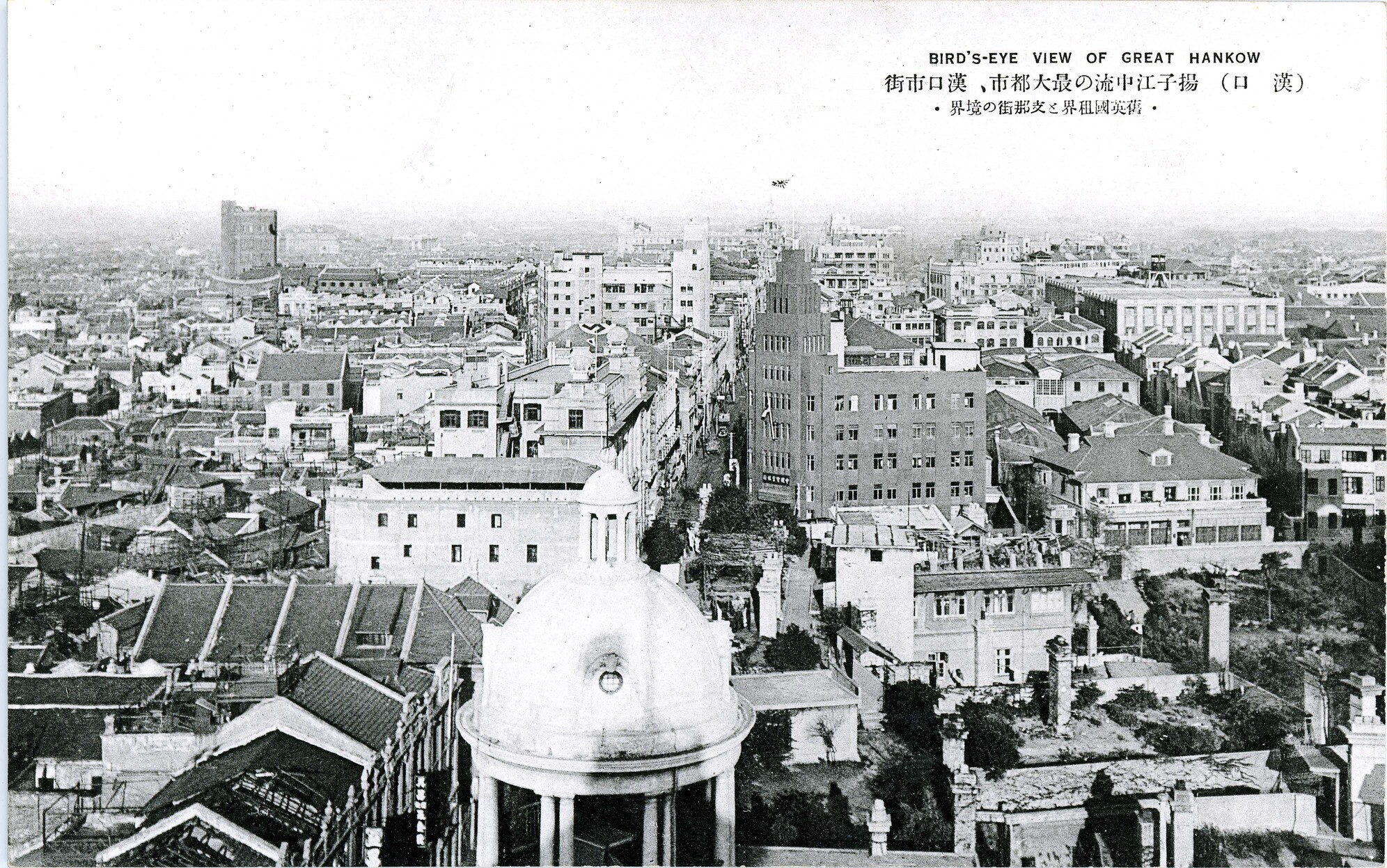
日軍占領漢口后所拍攝的江漢路，可見本建築